# Berni Schödler
Bernhard «Berni» Schödler (* 2. Oktober 1971 in St. Moritz) ist ein ehemaliger Schweizer Skispringer und Trainer der Schweizer Skisprung-Nationalmannschaft. Seit März 2020 hat er den Posten des Renndirektors der FIS für den Continental Cup und die Junioren-Weltmeisterschaften inne.

## Werdegang
Schödler ist im Engadin aufgewachsen und gelernter Zimmermann. Seine aktive Karriere als Skispringer beendete er nach vielen Verletzungsproblemen bereits mit 22 Jahren. Er konnte nie die Punkteränge im Weltcup erreichen und trat daher vorrangig in anderen Wettkampfserien an. Sein bestes Ergebnis stellte der vierte Rang im Februar 1992 beim Europacup-Springen in Szczyrk dar. Von 1997 bis 2007 war er Trainer der Schweizer Nationalmannschaft.
Im Jahre 2002 wurde Simon Ammann zweifacher Olympiasieger und Schödler zum Schweizer Trainer des Jahres gewählt.
Seine erfolgreichste Saison als Trainer war die Saison 2006/07. Bereits zum Auftakt im finnischen Kuusamo erreichte Ammann den zweiten Rang. Nur eine Woche darauf gewann er vor Andreas Küttel den Weltcup in Lillehammer. Dies war der erste Schweizer Doppelsieg in der Geschichte des Skisprung-Weltcups. Es wurden weiterhin sehr gute Ränge erzielt, unter anderem der dritte Platz von Ammann in der Gesamtwertung der Vierschanzentournee. Bei jedem Wettkampf dieser Tournee stand ein Schweizer auf dem Podest. Zwischenzeitlich stand das Schweizer Team in der Teamgesamtwertung sogar auf Rang zwei.
Der Höhepunkt der Saison folgte bei der Weltmeisterschaft in Sapporo, wo Ammann den Weltmeistertitel auf der Großschanze und den Vizeweltmeistertitel auf der Normalschanze gewann. Am Ende der Saison konnte sich Schödler mit seinem Team über den dritten Platz in der Teamgesamtwertung und Ammanns dritten Platz in der Einzelwertung freuen.
Im Frühling 2007 gab Schödler seinen Rücktritt als Nationaltrainer bekannt, um als Trainer im Schweizer Nachwuchsbereich zu arbeiten. Dieser Nachwuchskader bestand aus den besten 15- bis 17-Jährigen, die man zu einer Trainingsgruppe in Einsiedeln zusammenfasst und an den Weltcup heranführen wollte. Das Nationalteam wurde von Werner Schuster weitergeführt.
Ende der Saison 2007/08 gab er bekannt, dass er eine Stelle als Nachwuchstrainer im Team der russischen Skispringer annehmen wird, um Nachwuchsspringer an den Weltcup heranzuführen. Nach seiner Rückkehr im Jahr 2010 wurde Schödler Disziplinchef für das Skisprung beim Schweizer Skiverband Swiss-Ski. Im März 2020 übernahm er den Posten des Renndirektors der FIS für den Continental Cup und die Junioren-Weltmeisterschaften.
Schödler wohnt im Kanton St. Gallen und ist verheiratet.